# Zelo Surrigone
Zelo Surrigone település Olaszországban, Lombardia régióban, Milánó megyében. Lakosainak száma 1842 fő (2017. január 1.). Zelo Surrigone Gudo Visconti, Morimondo és Vermezzo községekkel határos.

## Népesség
A település lakossága az elmúlt években az alábbi módon változott:
| Lakosok száma | 1675 | 1842 | 1849 |
|               | 2013 | 2017 | 2018 |